# Cao Ren
Cao Ren (168 - 223) foi um general da dinastia Wei e primo de Cao Cao, durante o final da dinastia Han e inicio do período dos Três Reinos na China Antiga.
Na famosa batalha de Chi Bi, contra as tropas do reino de Wu, tem atuação muito destacada.